# Getränkeautomat
Getränkeautomaten sind meistens für den Verkauf von Kaltgetränken, aber auch für Warmgetränke und sogar Suppen ausgelegt. Die Getränkeautomaten liefern das Getränk in offener Form in einem Becher, als Flaschen oder Dosen.
Verkauft oder meistens vermietet werden Getränkeautomaten häufig von Brauereien, die dann auch für das Füllgut und die Wartung sorgen. Für Kühl- oder Heizeinrichtungen ist am Standort meist ein Stromanschluss notwendig, bei Automaten, die keine bereits abgefüllten Getränke liefern, häufig zusätzlich noch ein Wasseranschluss.
Getränkeautomaten dürfen in Deutschland gemäß § 9 Abs. 3 JuSchG nicht zum Verkauf alkoholischer Getränke eingesetzt werden. Ausnahmen sind jedoch möglich, wenn der Aufstellungsort für Kinder und Jugendlichen unzugänglich ist oder wenn sich der Automat in einem gewerblich genutzten Raum befindet und durch technische Vorrichtungen oder durch ständige Aufsicht sichergestellt ist, dass Minderjährige keine alkoholischen Getränke entnehmen können.

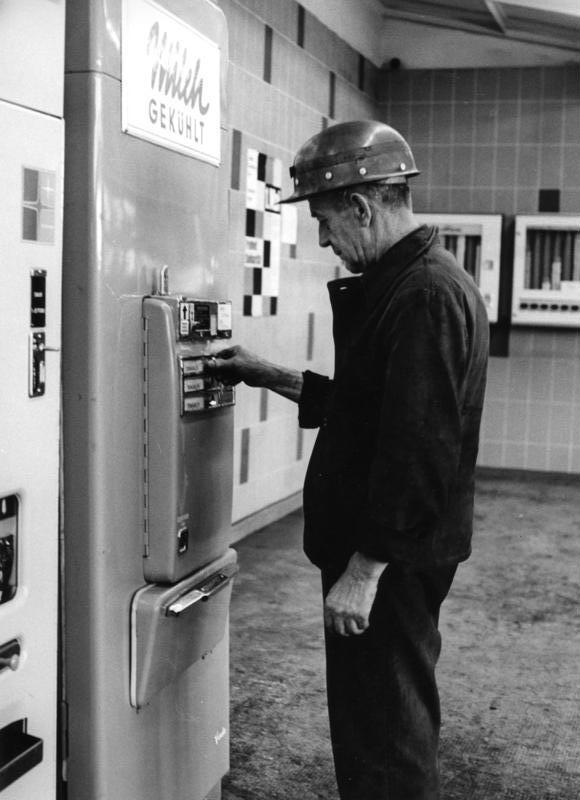
Milch aus dem Kühlautomaten, Salzgitter 1961
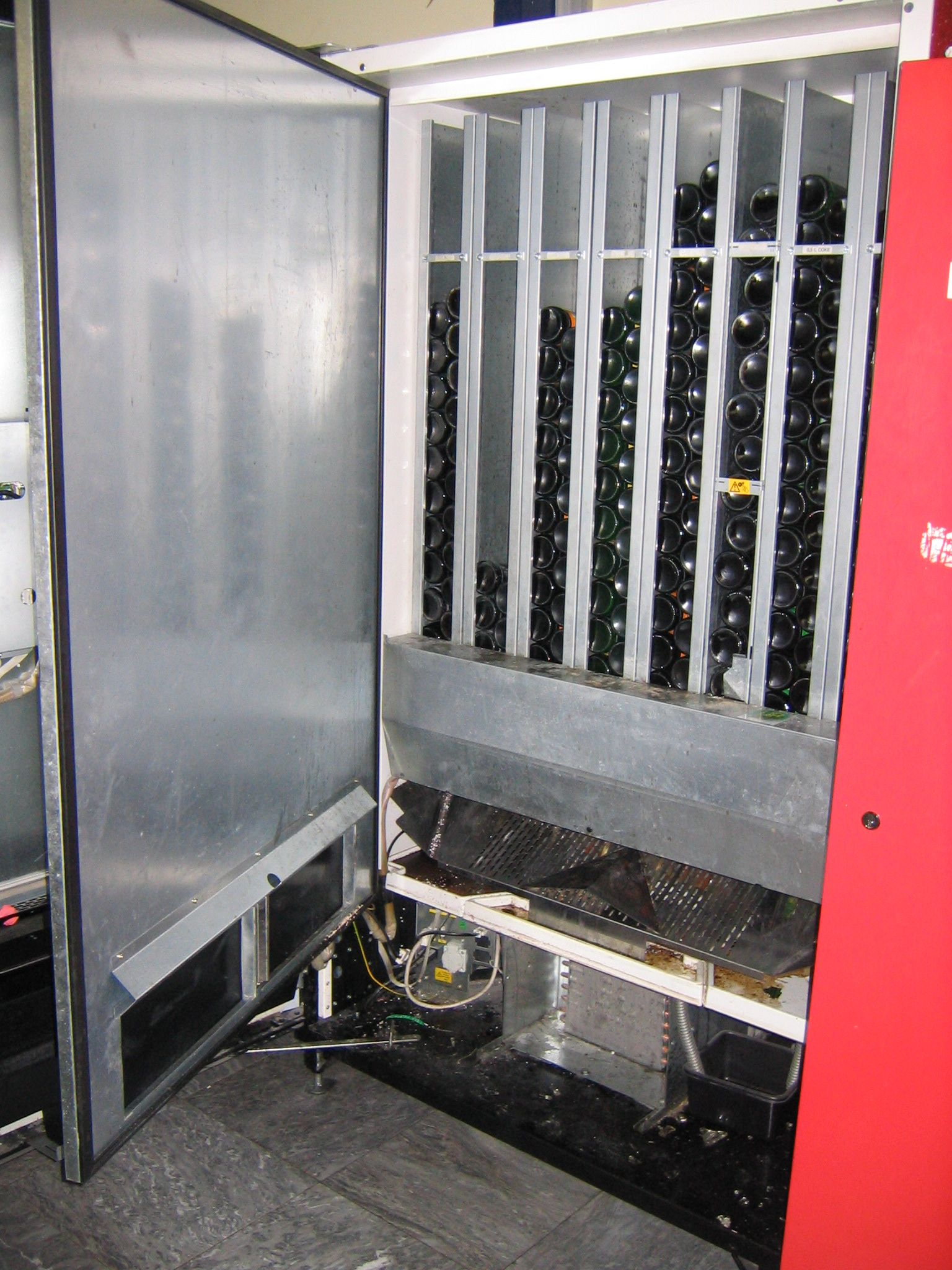
Kaltgetränkeautomat für Flaschen von innen
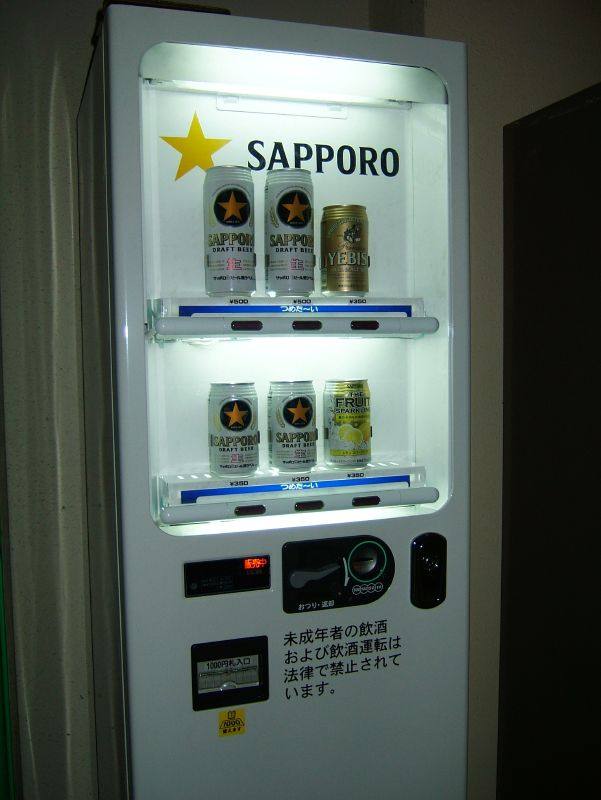
Bier-Automat in Hokkaido
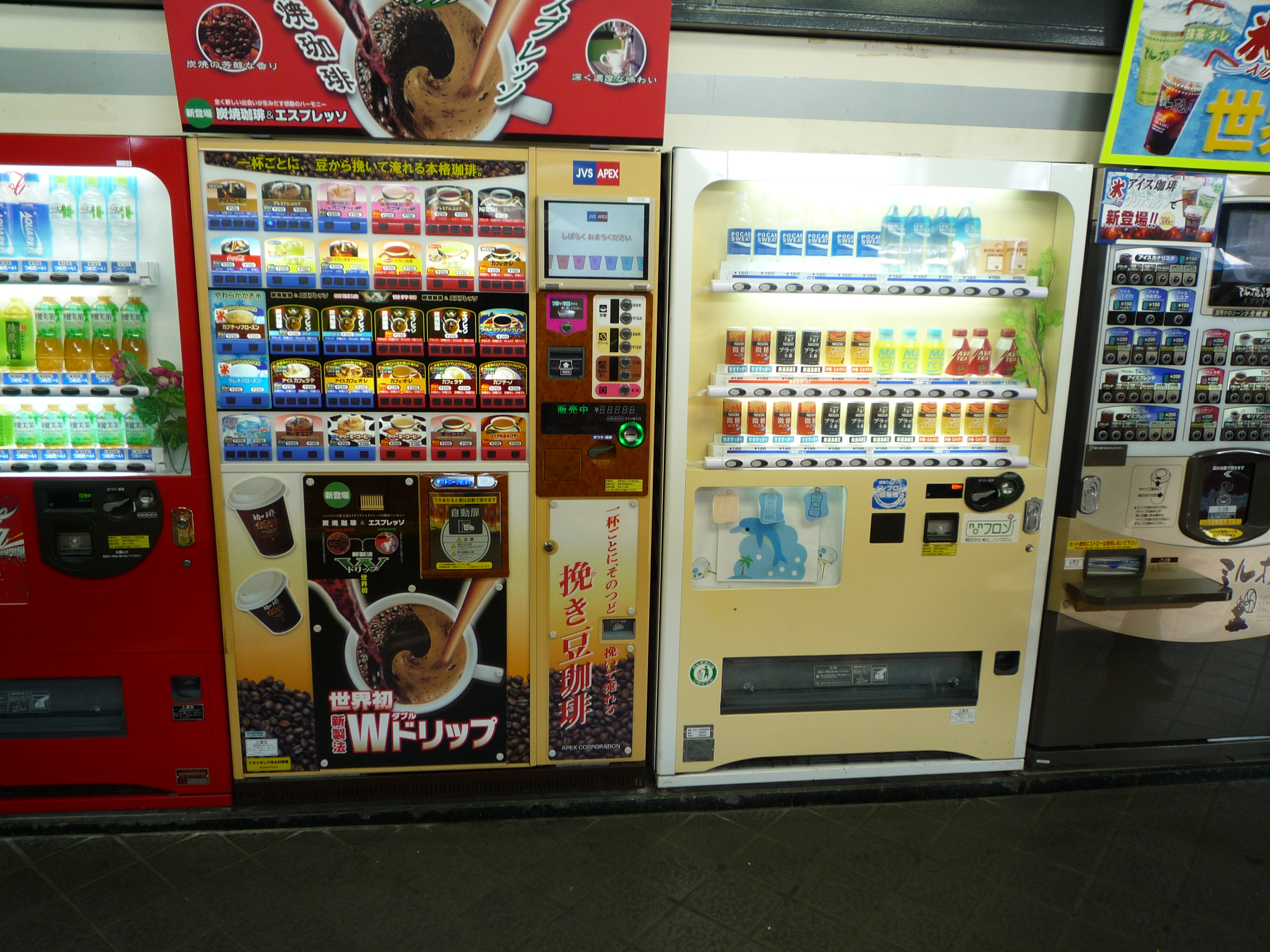
Mehrere Getränkeautomaten in Japan